# Campeonato Europeo de Tiro de 2019
El XXXVII Campeonato Europeo de Tiro se celebró en Lonato, Bolonia y Tolmezzo (Italia) entre el 4 y el 26 de septiembre de 2019 bajo la organización de la Confederación Europea de Tiro (ESC) y la Federación  de Tiro Deportivo.
Las competiciones se realizaron en las siguientes tres instalaciones: el campo de tiro Trap Concaverde de Lonato, el Campo de Tiro de Bolonia y el Campo de Tiro de Tolmezzo.

## Resultados

### Masculino
| Evento                                 | Oro                                        | Plata                                      | Bronce                                 |
| -------------------------------------- | ------------------------------------------ | ------------------------------------------ | -------------------------------------- |
| Rifle 3 posiciones 300 m (26.09)       | Simon Claussen · Noruega · 1186 pts.       | Bernhard Pickl · Austria · 1183 (55x) pts. | Péter Sidi · Hungría · 1183 (42x) pts. |
| Rifle 3 posiciones 300 m (equipos)     | Noruega · 3533 RM                          | Francia 3528                               | Suiza · 3520                           |
| Rifle en pos. tendida 300 m (24.09)    | Simon Claussen · Noruega · 599 (47x)       | Rémi Moreno Flores Francia 599 (41x)       | Jan Lochbihler · Suiza · 599 (33x)     |
| Rifle en pos. tendida 300 m (equipos)  | Suecia · 1796 RM                           | Hungría · 1792                             | Suiza · 1791                           |
| Rifle estándar 300 m (25.09)           | Bernhard Pickl · Austria · 591 RM          | Karl Olsson · Suecia · 590                 | Simon Claussen · Noruega · 589         |
| Rifle estándar 300 m (equipos)         | Noruega · 1765 RM                          | Suiza · 1741                               | Francia 1736                           |
| Rifle 3 posiciones 50 m (20.09)        | Petr Nymburský · República Checa · 457,9   | Filip Nepejchal · República Checa · 457,5  | Jon-Hermann Hegg · Noruega · 442,8     |
| Rifle 3 posiciones 50 m (equipos)      | Noruega · 3540                             | República Checa · 3526                     | Hungría · 3518                         |
| Rifle en pos. tendida 50 m (16.09)     | Marcin Majka · Polonia · 629,3             | Maximilian Dallinger · Alemania · 627,0    | Tomasz Bartnik · Polonia · 625,5       |
| Rifle en pos. tendida 50 m (equipos)   | Polonia · 1878,3 RM                        | Italia · 1867,5                            | Suiza · 1866,1                         |
| Pistola 50 m (16.09)                   | Samuil Donkov Bulgaria 554                 | Mijail Isakov · Rusia · 553                | Viktor Bankin · Ucrania · 552          |
| Pistola 50 m (equipos)                 | Ucrania · 1639                             | Italia · 1634                              | Rusia · 1621                           |
| Pistola rápida de fuego 25 m (21.09)   | Riccardo Mazzetti · Italia · 34            | Christian Reitz · Alemania · 31            | Nikita Sujanov · Rusia · 26            |
| Pistola rápida de fuego 25 m (equipos) | Francia 1743                               | Alemania · 1733                            | Ucrania · 1731                         |
| Pistola de fuego 25 m (23.09)          | Ruslan Lunev Azerbaiyán 587 (25x)          | Pavlo Korostylov · Ucrania · 587 (22x)     | Christian Reitz · Alemania · 583       |
| Pistola de fuego 25 m (equipos)        | Ucrania · 1738                             | Alemania · 1737                            | Francia 1730                           |
| Pistola estándar 25 m (17.09)          | Pavlo Korostylov · Ucrania · 573           | Yusuf Dikeç Turquía 571                    | Christian Reitz · Alemania · 570       |
| Pistola estándar 25 m (equipos)        | Turquía 1701                               | Ucrania · 1696                             | Alemania · 1692                        |
| Foso (07.09)                           | Jiří Lipták · República Checa · 46         | Aaron Heading Reino Unido 44               | Mauro De Filippis · Italia · 36        |
| Foso (equipos)                         | Italia ·                                   | Croacia ·                                  | Francia                                |
| Doble foso (10.09)                     | Daniele Di Spigno · Italia · 133 (+7)      | Ignazio Tronca · Italia · 133 (+6)         | Andrea Vescovi · Italia · 128          |
| Doble foso (equipos)                   | No realizado por falta de equipos          | No realizado por falta de equipos          | No realizado por falta de equipos      |
| Skeet (14.09)                          | Jakub Tomeček · República Checa · 56 (+12) | Tammaro Cassandro · Italia · 56 (+11)      | Nikólaos Mavrommatis · Grecia · 45     |
| Skeet (equipos)                        | República Checa ·                          | Francia                                    | Chipre                                 |

### Femenino
| Evento                                | Oro                               | Plata                                  | Bronce                                  |
| ------------------------------------- | --------------------------------- | -------------------------------------- | --------------------------------------- |
| Rifle 3 posiciones 300 m (26.09)      | Jolyn Beer · Alemania · 1181 RM   | Andrea Brühlmann · Suiza · 1176        | Silvia Guignard-Schnyder · Suiza · 1175 |
| Rifle 3 posiciones 300 m (equipos)    | Alemania · 3518 RM                | Suiza · 3517                           | Suecia · 3490                           |
| Rifle en pos. tendida 300 m (24.09)   | Seonaid McIntosh Reino Unido 599  | Eva Rösken · Alemania · 598            | Linda Olofsson · Suecia · 596           |
| Rifle en pos. tendida 300 m (equipos) | Suiza · 1786                      | Alemania · 1785                        | Suecia · 1785                           |
| Rifle 3 posiciones 50 m (21.09)       | Nina Christen · Suiza · 460,6     | Mariya Martynova · Bielorrusia · 456,9 | Jenny Stene · Noruega · 444,9           |
| Rifle 3 posiciones 50 m (equipos)     | Noruega · 3531                    | Rusia · 3519                           | Alemania · 3512                         |
| Rifle en pos. tendida 50 m (16.09)    | Yuliya Zykova · Rusia · 627,8     | Eva Rösken · Alemania · 624,9          | Gitta Bajos · Hungría · 624,4           |
| Rifle en pos. tendida 50 m (equipos)  | Rusia · 1871,6 RM                 | Noruega · 1869,4                       | Alemania · 1867,1                       |
| Pistola 25 m (20.09)                  | Monika Karsch · Alemania · 37     | Veronika Major · Hungría · 33          | Mathilde Lamolle Francia 30             |
| Pistola 25 m (equipos)                | Alemania · 1754                   | Francia 1744                           | Hungría · 1739                          |
| Foso (06.09)                          | Daria Semianova · Rusia · 45      | Jessica Rossi · Italia · 44            | Alessandra Perilli San Marino 36        |
| Foso (equipos)                        | Italia ·                          | España ·                               | Reino Unido                             |
| Doble foso (10.09)                    | Claudia De Luca · Italia · 124    | Sofia Maglio · Italia · 107            | Anne Focan · Bélgica · 99               |
| Doble foso (equipos)                  | No realizado por falta de equipos | No realizado por falta de equipos      | No realizado por falta de equipos       |
| Skeet (13.09)                         | Danka Barteková · Eslovaquia · 56 | Andri Eleftheríu Chipre 55             | Barbora Šumová · República Checa · 42   |
| Skeet (equipos)                       | Italia ·                          | Eslovaquia ·                           | Rusia ·                                 |

### Mixto
| Evento               | Oro                                              | Plata                                        | Bronce                                     |
| -------------------- | ------------------------------------------------ | -------------------------------------------- | ------------------------------------------ |
| Rifle 50 m (17.09)   | Noruega · Jeanette Hegg Duestad · Simon Claussen | Rusia · Polina Jorosheva · Kiril Grigorian   | Reino Unido Seonaid McIntosh Kenneth Parr  |
| Pistola 50 m (16.09) | Rusia · Margarita Lomova · Mijail Isakov         | Ucrania · Oxana Kovalchuk · Pavlo KOrostylov | Ucrania · Olena Kostevych · Oleh Omelchuk  |
| Foso (09.09)         | España · Fátima Gálvez · Alberto Fernández       | Francia Carole Cormenier Antonin Desert      | Italia · Jessica Rossi · Mauro De Filippis |
| Skeet (16.09)        | Rusia · Zilia Batyrshina · Nikolai Teply         | Francia Lucie Anastassiou Anthony Terras     | Reino Unido Amber Hill Ben Llewellin       |

## Medallero
| Núm. | País            | Oro | Plata | Bronce | Total |
| ---- | --------------- | --- | ----- | ------ | ----- |
| 1    | Noruega         | 7   | 1     | 3      | 11    |
| 2    | Italia          | 6   | 6     | 3      | 15    |
| 3    | Rusia           | 5   | 3     | 3      | 11    |
| 4    | Alemania        | 4   | 7     | 5      | 16    |
| 5    | República Checa | 4   | 2     | 1      | 7     |
| 6    | Ucrania         | 3   | 3     | 3      | 9     |
| 7    | Suiza           | 2   | 3     | 5      | 10    |
| 8    | Polonia         | 2   | 0     | 1      | 3     |
| 9    | Francia         | 1   | 6     | 4      | 11    |
| 10   | Reino Unido     | 1   | 1     | 3      | 5     |
| 10   | Suecia          | 1   | 1     | 3      | 5     |
| 12   | Austria         | 1   | 1     | 0      | 2     |
| 12   | Eslovaquia      | 1   | 1     | 0      | 2     |
| 12   | España          | 1   | 1     | 0      | 2     |
| 12   | Turquía         | 1   | 1     | 0      | 2     |
| 16   | Azerbaiyán      | 1   | 0     | 0      | 1     |
| 16   | Bulgaria        | 1   | 0     | 0      | 1     |
| 18   | Hungría         | 0   | 2     | 4      | 6     |
| 19   | Chipre          | 0   | 1     | 1      | 2     |
| 20   | Bielorrusia     | 0   | 1     | 0      | 1     |
| 20   | Croacia         | 0   | 1     | 0      | 1     |
| 22   | Bélgica         | 0   | 0     | 1      | 1     |
| 22   | Grecia          | 0   | 0     | 1      | 1     |
| 22   | San Marino      | 0   | 0     | 1      | 1     |
|      | TOTAL           | 42  | 42    | 42     | 126   |